# Мотеюс Густайтіс
Мотеюс Густайтіс (27 лютого 1870 — 23 грудня 1927) — литовський поет-символіст, який використовував численні псевдоніми (серед них Баландіс, Бендракеліоніс, Ембе, Г. М., КМГ).  Також був перекладачем і просвітителем, католицьким священиком. Багаторічний голова Товариства Жибуриса, Густайтіс працював над створенням литовських шкіл і виступав за освіту дівчат. Працював директором жіночої прогімназії в Маріямполе та однокурсницької гімназії в Лаздії.

## Життєпис
Густайтіс народився у Паєсисі поблизу Гарляви, але виріс у Рокаї поблизу Панемуне, Каунас.  Навчався в Маріямпольській гімназії (1881–1886) та Сейнській духовній семінарії. У 1893 висвячений на священика і працював у Маріямполе. Продовжив навчання в Коледжі католицької церковної музики та музичної освіти в Регенсбурзі,  Папському Григоріанському Університеті і Папському Римському Атенеумі С. Аполінарія в Римі. У Фрібурзькому університеті захистив докторську дисертацію про вплив орієнталістів у творах, зокрема «Кримських сонетах» поета Адама Міцкевича. 
Густайтіс повернувся до Литви в 1904 і працював учителем релігієзнавства в Маріямпольській гімназії. Після революції 1905 - 1907 рр. політика русифікації була послаблена і стало можливим заснування литовських товариств.  У січні 1906 священик Юстінас Стаугайтіс організував Товариство Жибуриса для заснування та підтримки різноманітних литовських шкіл у Сувальській губернії (Сувальщина). Проте незабаром Стаугайтіс був перепризначений до Лекечяй, а Густайтіс став довгостроковим головою Жибуриса.  Одним із головних досягнень товариства було заснування в 1907 в Маріямполе жіночої прогімназії, директором якої був Густайтіс. Активний прихильник освіти дівчаток, Густайтіс двічі звертався до уряду Королівства Польського з проханням підвищити школу до статусу гімназії, але отримав відмову. У 1914 їздив до Сполучених Штатів, щоб зібрати пожертви від литовських американців на спорудження шкільних будівель у Маріямполе, але плани провалилися через початок Першої світової війни. У той час в США були надруковані перші поетичні книги Густайтіса.
Напочатку війни Густайтіс разом з Маріямпольською гімназією евакуювався до Ярославля. Там він допоміг організувати сім початкових шкіл і прогімназію. Повернувся до Литви в 1918, щоб стати директором новоствореної гімназії в Сейнах. Однак місто опинилося в центрі польсько-литовської війни, і гімназію евакуювали до Лаздияя.  Продовжував очолювати гімназію до своєї раптової смерті в 1927. З 1995 гімназія носить ім'я Густайтіса. У 1990 його колишній будинок перетворили на меморіальний музей.

## Праці

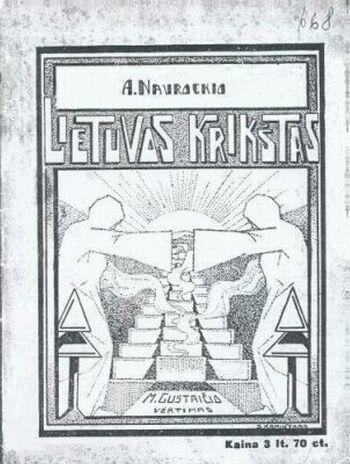
Обкладинка «Навернення Литви» Олександра Навроцького в перекладі Густайтіса (1927)

Опубліковані твори Густайтіса можна розділити на три загальні категорії: оригінальна поезія, переклади та нехудожні тексти з питань літератури та культури.  Його вірші та статті публікувалися в численних литовськомовних періодичних виданнях, зокрема Ateitis, Tėvynės sargas, Vairas, Viltis, Vilniaus žinios.  Густайтіс також редагував і видав п’ять номерів журналу «Жибурис», у якому розповідалося про діяльність Товариства Жибуриса та обговорювалися питання литовської освіти. 
Густайтіс почав писати вірші в 1893. Його перша книга поезій Tėvynės ašaros («Сльози Батьківщини») вийшла в 1914 в Чикаго. За нею пішли Erškėčių taku («Терновим шляхом», 1916), «Sielos akordai» («Акорди душі», 1917), «Varpeliai» («Дзвіночки», 1925). Він також написав кантату «Broliai» («Брати»; музика Чесловаса Саснаускаса),  ораторію «Aureolė» («Ауреола»; поєднує патріотичні почуття з релігійним містицизмом), поему «Meilė» («Любов»; алегорична розповідь про самопожертву) та музичну драму з  чотирьох частин «Gaustas ir Zapsė» (неопубл.).  У 1940  підготовлено повне зібрання творів Густайтіса, але воно не було видано через Другу світову війну.  Літературні критики часто вважали поезію Густайтіса важкою, холодною, беземоційною, з ламаним віршовим розщміром . Його поезія — це глибокі роздуми над абстрактним ідеалізмом (уявлення про небо, космос, абстрактні посилання на божественне) і сувору дійсність, а також відображення патріотичної любові до батьківщини. 
Густайтіс захоплювався класичними грецькими та римськими текстами і переклав деякі з них на литовську мову, зокрема різні твори Вергілія (друга книга Енеїди), Цицерона (Орації Катіліни), Горація (кілька віршів), Овідія, Демосфена. Він також перекладав латиною поезію італійського поета Відродження Петрарки та польського поета бароко Мацея Казимира Сарбєвського. Переклав з польської твори Адама Міцкевича («Кримські сонети», «Дзяди») та Юліуша Словацького («Ангеллі»), з російської — Олександра Навроцького («Навернення Литви») та Юрґіса Балтрушайтіса. Перші переклади поезії Шарля Бодлера литовською також належать Густайтісу.  
Його відомий підручник з теорії літератури «Стилістика» вийшов у 1923 р. У 1919 Густайтіс опублікував книгу про свої спостереження за американською системою освіти, які він зробив під час своєї подорожі в 1914. Він також опублікував біографічні праці про литовських священиків Антанаса Татаре, Юозапаса Галецкаса, Пятраса Кряучюнаса, польського поета Мацея Казімєжа Сарбєвського, литовського патріарха Йонаса Басанавічюса, римського імператора Юлія Цезаря.  

## Твори

### Збірки поезій
- Tėvynės ašaros («Сльози Батьківщини», Чикаго, 1914)
- Tėvynės ašaros ir Erškėčių takų («Сльози Батьківщини та Тернистою стежкою», Ярославль, 1916)
- Sielos akordai («Акорди душі», Ярославль, 1917)
- Varpeliai («Дзвіночки», Каунас — Маріямполе, 1925)

### Поеми
- Meilė («Любов», 1911; отд. изд. Чикаго, 1914)
- Kryžiai («Хрести», 1927)
- Punskas («Пунськ», 1926)

### Історико-літературні монографії
- Kunigas Antanas Tatarė («Ксьондз Антанас Татаре»; Вільна, 1913)
- Petras Kriaučiūnas («Пятрас Кряучюнас»; Каунас — Маріямполе, 1926)
- M. Sarbevijus («М. Сарбевий»; Каунас, 1925)
- Adomo Mickevičiaus «Ponas Tadas». Etiudas («„Пан Тадеуш“» Адама Міцкевича. «Етюд»; Каунас, 1927)
- Basanavičius ir «Aušra» («Басанавічюс і „Аушра“»; Каунас, 1927)
- Julijus Cezaris. Monografija («Юлій Цезар. Монографія»; Каунас, 1928)

### Переклади
Польською мовою вірші М. Густайтіса перекладала С. Яблонська (польськ. S. Jabłońska) та Я. Віхерт-Кайрюкштісова (J. Wichert-Kajriuksztisowa).
Відомий переклад на есперанто П. Лапене.